# Troféu do Algarve de 2023
O Troféu do Algarve de 2023, também conhecido como Torneio do Algarve de 2023, foi um torneio de futebol amistoso de pré-temporada organizado no Estádio Algarve. Foi a 18ª edição do Troféu do Algarve, inaugurada em 2001. Realizada entre os dias 17 a 21 de julho de 2023, os participantes foram Benfica, Al-Nassr e Celta de Vigo.
A competição segue um sistema de pontuação, em que cada equipe joga duas partidas. Com três pontos concedidos por vitória, um ponto por empate e nenhum por derrota. Além disso, para desempate, cada equipe faz uma disputa de grandes penalidades. No primeiro dia do torneio, o Celta de Vigo goleou o Al-Nassr por 5-0. No segundo dia, o Benfica enfrentou o Al-Nassr, jogo em que os encarnados golearam por 4-1. No último dia do torneio, o Benfica venceu o Celta de Vigo 2-0.

## Classificação
| Pos. | Equipe        | Pts | J | V | E | D | GP | GC | SG |
| ---- | ------------- | --- | - | - | - | - | -- | -- | -- |
| 1    | Benfica       | 6   | 2 | 2 | 0 | 0 | 6  | 1  | 5  |
| 2    | Celta de Vigo | 3   | 2 | 1 | 0 | 1 | 5  | 2  | 3  |
| 3    | Al-Nassr      | 0   | 2 | 0 | 0 | 2 | 1  | 9  | -8 |

## Partidas

### Dia 1[2]
| 17 de julho de 2023 | Celta de Vigo                                                                   | 5 – 0 | Al-Nassr | Faro/Loulé, Portugal                            |  |
| 20:30               | Gael Alonso 57' · Miguel Rodríguez Vidal 61' 70' · JØrgen Strand Larsen 72' 74' |       |          | Estádio: Estádio Algarve Árbitro: António Nobre |  |

### Dia 2[3]
| 20 de julho de 2023                        | Al-Nassr              | 1 – 4 (5 - 5 pen.)                               | Benfica                                                | Faro/Loulé, Portugal                                    |  |
| 20:30                                      | Khalid Al-Ghannam 42' |                                                  | Di Maria 23' · Gonçalo Ramos 31' 39' · Schjelderup 68' | Estádio: Estádio Algarve Árbitro: Flávio Azevedo Duarte |  |
|                                            |                       | Penalidades                                      |                                                        |                                                         |  |
| Brozović Ghareeb Al-Ghannam Lajami Talisca |                       | João Mário Chiquinho Aursnes Tomás Araújo Ristić |                                                        |                                                         |  |

### Dia 3
| 21 de julho de 2023 | Celta de Vigo | 0 – 2 | Benfica                          | Faro/Loulé, Portugal     |  |
| 20:30               |               |       | Di Maria 90' (pen.) · Musa 90+1' | Estádio: Estádio Algarve |  |